# Метсаваймы
Ме́тсава́ймы, в ед. числе ме́тсава́йм (эст. metsavaim, мetsahaldjas) — духи леса в эстонской мифологии.

## Сущность метсавайма
Согласно анимистическому представлению, духи-покровители обитают повсюду — в лесу, в воде, в жилищах и т. д.
Согласно поверьям эстонцев, в древние времена духи были посланы в леса, чтобы охранять их (с эст. metsahaldjad ― «хранители леса»). Каждый лес имеет своего старшего метсавайма — Метсавана. Метсаваймы антропоморфны (являются в образе мальчика, пасущего зайцев) или полуантропоморфны (спереди — человекообразны, сзади могут иметь вид гнилого ствола, хвост и т. п.), могут принимать образ волка, медведя, змеи. Покровительствуют птицам, раненым и больным животным, способствуют росту деревьев. Для людей неопасны, но могут наказывать нарушающих запреты (работающих в лесу в воскресенье), запутать дорогу, лишить охотника, оставляющего раненых животных, удачи.

## Семья метсавайма
Метсавайм живёт в дупле дерева с семьёй. Известно о его детях — сыновьях и дочерях. Дети, рожденные от брака метсвайма и человека, побеждают других людей силой и умом, и их можно услышать за семь вёрст. Метсаваймы живут сообществами, они божественные существа и поэтому красивее и мудрее людей.
В песне третьей эпоса «Калевипоэг» упоминается «дочь халдьи» (духа-покровителя). Когда Калевипоэг уходит на охоту с двумя старшими братьями, он заходит в дубраву, садится под «ветвистым вещим дубом» и громко поёт песню. На его песню откликаются разные птицы, вскипает «ширь морская», гудят скалы:
Бушевала чаща леса,
Небосвод высокий слушал,
Кручи горные качались,
Тучи с треском разрывались.
Дочь единственная халдьи,
Лёгкие лесные девы,
Златокудрые русалки,
Песню слушали, вздыхая:
«Если б с нами был поющий!
Если б рос он вместе с нами!»

## Метсавана
Название «халдья» известно главным образом в северной Эстонии. В южной Эстонии сохранились более ранние названия — «отец леса» (метсавана, метсаиза, эст. metsavana, metsaisa) и «мать леса» (метсаэма, эст. metsaema).
Отец леса, метсавана, часто изображается в виде высокого старика крупного телосложения, глаза которого полны мудрости жизни. Его головной убор — высокая берёзовая шапка, лицо покрыто бородой, заросшей белым мхом, на тело надета рубаха и штаны, внешне напоминающие еловую кору. Несмотря на свой преклонный возраст, он очень подвижен и жизнерадостен. Он шутит и иногда шалит с заблудившимися в лесу.

## Ванахальбы
Известны также злые духи леса — ванахальбы (эст. vanahalb — «старый чёрт», эст. vanasõge — «старый шальной»), аналогичные славянскому лешему. Ванахальбы запутывают дорогу путникам, их голос — эхо, в облике седых старцев они пасут диких животных. Охотник, заключивший договор с ванахальбом, получает много добычи.
Ванахальбы упоминаются в сказках сету. В частности, в сказке «Золушка» («Tuhkatriinu») ванахальб превращает мать девушки в овцу, которую затем убивают. В другой сказке он приходит со своим сыном к девушке и хочет сделать её своей невесткой.